# Halochroa eudela
Halochroa eudela är en fjärilsart som beskrevs av Fletcher 1963. Halochroa eudela ingår i släktet Halochroa och familjen nattflyn. Inga underarter finns listade i Catalogue of Life.